# Pop 'til You Drop!
Pop 'til You Drop! è il terzo album in studio del gruppo pop svedese A*Teens, nato come tribute band degli ABBA. 
Il disco è uscito nel 2002 esclusivamente per il mercato statunitense e contiene sia brani originali che cover.

## Tracce
1. Floorfiller – 3:13
2. Can't Help Falling in Love (Elvis Presley cover) – 3:04
3. Let Your Heart Do All the Talking – 3:24
4. Closer to Perfection – 3:11
5. Hi and Goodbye – 4:13
6. This Year (Chantal Kreviazuk cover) – 2:52
7. Slam – 3:04
8. Cross My Heart – 3:35
9. Singled Out – 4:13
10. Oh, Oh... Yeah – 3:04
11. In the Blink of an Eye – 3:30
12. School's Out (feat. Alice Cooper) (Alice Cooper cover) – 3:02

## Formazione
- Dhani Lennevald
- Marie Serneholt
- Amit Sebastian Paul
- Sara Lumholdt